# 点突然変異
点突然変異（てんとつぜんへんい）あるいは1塩基置換（1えんきちかん）は、遺伝物質DNAあるいはRNAの1ヌクレオチド塩基を別のヌクレオチド塩基に置換わる、つまりDNAやRNAのG、A、T、Cのうち一つ（一塩基）が別の塩基に置き換わってしまう突然変異のこと。

## 塩基の種類による分類
- トランジション変異：プリン塩基が同じプリン塩基で異なるものへ変わる（A/G）。あるいはピリミジン塩基が同じピリミジン塩基の異なるものへ変わる（C/UあるいはDNA上ではC/T）。

トランジション変異はトランスバージョン変異よりも起こり易さのオーダーが1桁だけ多い。
- トランスバージョン変異：プリン塩基とピリミジン塩基間の置換。

## 機能による分類
- ナンセンス変異：終止コードとなるもの。タンパク質はここで翻訳が終結されて、これ以降のカルボキシル末端部がない。
- ミスセンス変異：異なるアミノ酸残基への変異となるもの。例えば、ヒトの場合、第11番染色体のヘモグロビンに関する遺伝子において親水性のグルタミン酸残基をコードするGAGが疎水性のバリン残基をコードするGTGに変わるとベータヘモグロビンがポイント変異（ミスセンス変異）によって鎌状赤血球貧血症は引き起こされる。
- サイレント変異：（非表現突然変異）アミノ酸残基の変化をもたらさない(セイムセンス変異)か、変化してもタンパク質機能に変化がないもの。

## 原因
点突然変異はDNA複製時に生じる自然突然変異によって起こされる場合がある。この突然変異率は変異原の存在によって増加する。変異原は物理的なものとしては、紫外線、X線、あるいは超高温などの放射があり、化学的なもの（塩基対を置く場所に間違いを起こす分子やDNAのらせん形成を妨げる分子）ではマスタードガスなどがある。がんに関係した変異原は、がんとその予防について知るためにしばしば研究対象となっている。

## 例外
点突然変異が非翻訳塩基配列に生じると大体は何の異常も起こさないが、突然変異が遺伝子のプロモーター配列に起きたら遺伝子の発現に変化が起こることもあるし、たとえ突然変異がイントロンのスプライシング部分に起きても転写されたmRNA前駆体が正しいスプライシングを行えないこともある。